# Liste der Stammesherzöge von Sachsen
Nachfolgend sind die Herrscher des mittelalterlichen Stammesherzogtums Sachsen aufgeführt.
| Bild | Name | Herrschaftszeit | Geschlecht    | Anmerkungen                                                                              |
| ---- | --- | --------------- | ------------- | ---------------------------------------------------------------------------------------- |
|      | Widukind | vor 777–785     | Odonen        |                                                                                          |
|      | Ekbert | nach 800        | Ekbertiner    |                                                                                          |
|      | Cobbo | nach 820        | Ekbertiner    |                                                                                          |
|      | Liudolf | ab 840          | Liudolfinger  |                                                                                          |
|      | Heinrich I. (der Vogler) | 912–936         | Liudolfinger  | auch Ostfränkischer König (919–936)                                                      |
|      | Otto I. (der Große) | 936–960         | Liudolfinger  | auch Ostfränkischer König und Römischer Kaiser (936/62–973), König von Italien (951–973) |
|      | Hermann I. | 960–973         | Billunger     |                                                                                          |
|      | Bernhard I. | 973–1011        | Billunger     |                                                                                          |
|      | Bernhard II. | 1011–1059       | Billunger     |                                                                                          |
|      | Ordulf | 1059–1072       | Billunger     |                                                                                          |
|      | Magnus | 1072–1106       | Billunger     |                                                                                          |
|      | Lothar | 1106–1137       | Supplinburger | auch Römisch-deutscher König und Kaiser (1125/33–1137), König von Italien (1128–1137)    |
|      | Heinrich II. der Stolze | 1137–1139       | Welfen        | auch Herzog von Bayern (1126–1139)                                                       |
|      | Im Streit zwischen Staufern und Welfen entzieht König Konrad III. den Welfen das Herzogtum Sachsen und belehnt stattdessen die Askanier. |                 |               |                                                                                          |
|      | Albrecht I. der Bär | 1138–1142       | Askanier      | auch Markgraf von Brandenburg (1157–1170)                                                |
|      | Da Albrecht der Bär sich in Sachsen als Herzog nicht durchsetzen konnte, verleiht König Konrad III. das Herzogtum an den Welfen Heinrich den Löwen, einen Sohn Heinrichs des Stolzen. |                 |               |                                                                                          |
|      | Heinrich III. der Löwe | 1142–1180       | Welfen        | auch Herzog von Bayern (1156–1180)                                                       |
|      | Friedrich Barbarossa verhängt die Reichsacht über Heinrich den Löwen und zerschlägt das Herzogtum. Der westliche Teil (Westfalen) fällt an Philipp I. von Heinsberg, Erzbischof von Köln. Die sächsische Herzogswürde erhält am 13. April 1180 mit Bernhard von Sachsen erneut ein Askanier. Beiden gelingt es jedoch nicht, eine weiträumige Territorialherrschaft über die ihnen zugesprochenen Gebiete des alten Herzogtums Sachsen aufzubauen, so dass der Erzbischof nur einen Teil als Herzogtum Westfalen festigen kann und das neue askanische „Herzogtum Sachsen“ lediglich durch den Titel und einige Reichslehen (Lauenburg, Wittenberg) gebildet wird. Auf dem übrigen Gebiet des alten Herzogtums Sachsen entstehen mehrere Dutzend weitere reichsunmittelbare Fürstentümer und Fürstbistümer. |                 |               |                                                                                          |
|      | 1235 entstand aus den Eigengütern der Welfen das Herzogtum Braunschweig-Lüneburg, das als Reichslehen an Otto das Kind, einen Enkel Heinrichs des Löwen, gegeben wurde. Es entwickelte sich später mit weiteren zurückgewonnenen Gebieten zum Königreich Hannover und dem Herzogtum Braunschweig, die zusammen wieder etwa die Hälfte des alten Stammesherzogtums ausmachten. |                 |               |                                                                                          |